# Acrophtalmia lacrima
Acrophtalmia lacrima är en fjärilsart som beskrevs av Hans Fruhstorfer 1900. Acrophtalmia lacrima ingår i släktet Acrophtalmia och familjen praktfjärilar. Inga underarter finns listade i Catalogue of Life.